# Strophomena
Strophomena Blainville, 1825 è un genere estinto di Brachiopodi appartenente alla famiglia Strophomenidae. 
Si tratta di fossili guida cosmopoliti, tipici dei depositi marini dell'Ordoviciano (il periodo iniziò 505 milioni di anni fa e terminò 438 milioni di anni fa). Alcuni fossili del Devoniano (402,5 Ma) sono stati rinvenuti in Italia, nelle Alpi Carniche.
Le specie di Strophomena sono caratterizzate da una conchiglia bivalve, di dimensioni medie, da piano-convessa a resupinata (ossia con la valva brachiale posteriormente concava in stadio giovanile e convessa nello stadio adulto e viceversa per la valva peduncolare). Il margine cardinale è diritto e rappresenta la lunghezza massima della conchiglia; i denti del cardine sono lisci o striati. Sull'apice della valva peduncolare (ventrale) si trova un piccolo foramen (da cui fuoriusciva il peduncolo), spesso parzialmente chiuso da una placca. Sulla superficie interna di tale valva si trovano impronte muscolari di forma da subcircolare a subovale. L'ornamentazione esterna è costituita da fini coste e costelle radiali, intersecate, a volte, da sottili linee di accrescimento concentriche. Gli esemplari appartenenti a questo genere vivevano liberi, appoggiati sui substrati molli, in ambienti caratterizzati da acque poco profonde.